# 劉振亞

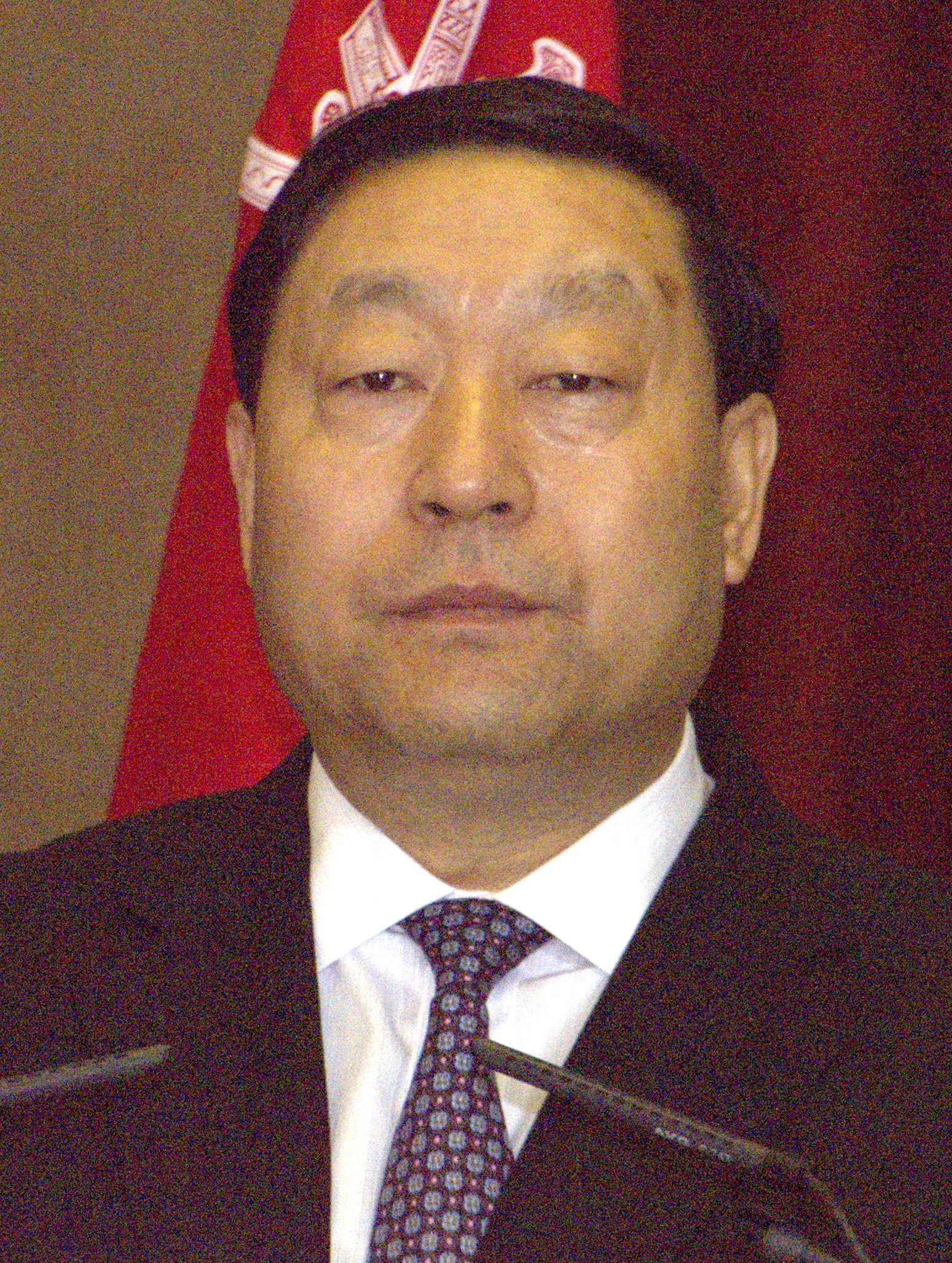
刘振亚

劉振亞（1952年8月—），山东郯城人。山東大學电力系统及其自动化专业毕业，电气工程硕士。中国共产党第十七届中央委员会候补委员。曾任國家電網公司董事長及黨组書記。

## 生平
在2002年加入國家電網管理層之前，在1995年至2000年間，历任山东省电力工业局局长及山东电力集团公司董事長、總經理、党委书记，兼山东鲁能集团董事局主席、华夏银行副董事长；在2000年和2002年期間，任国家电力公司副总经理、党组副书记。
2002年12月至2004年10月，任国家电网公司副总经理、党组副书记。2004年10月至2013年5月，任国家电网公司总经理、党组书记。2013年5月，任国家电网公司董事长、党组书记。2016年5月，退休。
第九届、第十届全国人大代表；中国共产党十七届、十八届全国代表大会代表，十七届中央委员会候补委员；十二届全国政协常务委员会委员。

## 业绩
刘振亚执掌国家电网12年，业绩不俗。刘振亚荣获全国“五一”劳动奖章、“全国劳动模范”，被誉为“特高压之父”，首次提出建设“全球能源互联网”的理论构想。

## 相關連結
- “圈”不住的国家电网掌门人刘振亚 搜狐財經 （页面存档备份，存于）
- 刘振亚：电力工业矗起里程碑 新華網 （页面存档备份，存于）